# Chaetarthria atra
Chaetarthria atra är en skalbaggsart som först beskrevs av Leconte 1863.  Chaetarthria atra ingår i släktet Chaetarthria och familjen palpbaggar. Inga underarter finns listade i Catalogue of Life.